# Курт Дери
Курт Дери (Вилхелмсхафен, 24. септембар 1874 — Берлин, 4. јануар 1947) је био спортски новинар и немачки атлетичар учесник првих Олимпијских игара 1896. у Атини.
Дана 20. септембра 1896. успео је да у Дрездену у трци на 500 метара постигне време 1:09,0 секунди, што је био први регистровани немачки рекорд у атлетици. На дужинама од 50 до 400 метара Дери је 1896, 1897. и 1899. неколико пута постављао немачке рекорде. У 1896. освојио је Принчевски куп у Данској.
На Олимпијским играма 1896. Дери је учествовао у тркама на 100, 400 метара и 110 метара препоне. У трци на 100 метара у првој групи квалификација стигао је пети и није се квалификовао за финале. На 400 метара је био трећи у групи, али опет није ишао даље. Исто се десило и у трци са препонама.
Дери је учествовао и на Олимпијским играма 1900. у Паризу у трци на 100 метара. Био је други у квалификационој групи, пласирао се у полуфинале, али је у полуфиналу одустао.
Своју спортску каријеру је завршио 1904, као члан спортског клуба Ексцелзиор из Берлина.
До краја XIX века био је спортски новинар и спортски уредник у новинама, да би касније основао Спортски лист Билд.
Као члан Олимпијског одбора Рајха уживао је велики углед.
У периоду од 1909. до 1919. био је председник Хокејашке асоцијације и активно је учествовао у хокејашком спорту.
Године 1910. био је један од оснивача Спортске прес асоцијације и први председник.
Његова последња спортска активност била је вероватно 1937, када је имао 63 године. На дан спорта у ФК Германија 88 отрчао је 50 метара резултатом од 7,5 секунди. Његов рекорд од 5,6 у овој дисциплини опстао је деценијама.

## Лични рекорди
- 50 метара — 5,6 (1896)
- 100 јарди — 10,2 (1896)
- 200 метара — 22,5 (1895)
- 400 метара — 53,5